# ایستگاه متروی راه‌آهن (تهران)
ایستگاه متروی راه‌آهن یکی از ایستگاه‌های خط ۳ متروی تهران است که در میدان راه‌آهن واقع شده‌ است.
این ایستگاه در تاریخ ۲ اردیبهشت ۱۳۹۳ تأسیس شده‌ است و فضای سرپوشیده آن ۳٬۴۵۰ متر مربع است.